# Central Asia Institute
Das Central Asia Institute (CAI) ist eine Gemeinnützige Gesellschaft, die von Greg Mortenson und Jean Hoerni mitgegründet wurde. Ihre Vorstellung ist es, insbesondere Mädchen in entfernten Regionen von Pakistan und Afghanistan mit Leselern- und Bildungsprogrammen zu unterstützen, die einen gemeinschaftlichen Charakter aufweisen. Die Verwaltungszentrale des Instituts befindet sich in Bozeman in Montana, Vereinigte Staaten von Amerika.

## Leistungen
Die Unterstützungsleistungen umfassen:
- Errichtung und Förderung von 131 Schulen im ländlichen Pakistan und Afghanistan[3]
- Unterstützung von 687 Voll- und Teilzeitlehrern
- Ausbildungsförderung von 58.000 Studenten, inklusive von 44.000 Studentinnen
- Ausbildungsangebote für Opfer der Erdbeben in Pakistan. Das Erdbeben vom Oktober 2005 mit einem Wert von 7,8 auf der Richterskala tötete 74.000 Menschen, darunter 18.000 Studenten und zerstörte 2,8 Millionen Häuser. Die CAI bauten 16 durch diese Erdbeben zerstörte Schulen wieder auf.[4]

## Programme
Ein Dorf muss zusichern, dass in seiner Dorfschule mindestens zehn Prozent der Mädchen zur Schule gehen, damit CAI dort eine Schule baut. „Mortenson believes, as do many experts, that providing education for girls directly helps to lower infant mortality and bring down birth rates–which in turn reduces the ignorance and poverty that help fuel religious extremism.“ (Deutsch: Mortensen glaubt, wie auch andere Experten auch, dass Bildung für Mädchen direkt hilft, die Kindersterblichkeit und die Geburtenrate zu senken, damit die Ignoranz und Armut reduziert, die den religiösen Extremismus befeuert.)
CAI unterstützt das Programm Pennies for Peace, in dem Schulkinder mit Spenden von Pennies helfen die Aktivitäten des CAI-Fonds zu unterstützen.
Einer der Pioniere der Softwareentwicklung im Silicon Valley Jean Hoerni unterstützt das Institut seit dem Jahre 1996 und ernannte Greg Mortenson zu dessen ersten Geschäftsführenden Direktor.
Über die Geschichte der CAI ist von Greg Mortenson und David Oliver Relin ein Buch mit dem Titel Three Cups of Tea herausgegeben worden, das im Jahre 2006 von der New York Times als Bestseller gewürdigt wurde.
Im Jahr 2009 wurde Greg Mortenson, der Mitbegründer der Central Asia Institute, für seine humanistische Arbeit und Ausbildungsförderung für Mädchen mit dem Sitara-e-Pakistan (Star of Pakistan) geehrt, dem höchsten zivilen Preis für humanistische Leistungen in Pakistan.